# 1853 w muzyce
Wydarzenia muzyczne w 1853 roku.

## Wydarzenia
- Carlotta Grisi wystąpiła w Warszawie w roli tytułowej w Giselle Adolphe'a Adama
- 19 stycznia – w rzymskim Teatro Apollo odbyła się prapremiera opery Trubadur Giuseppe Verdiego[1][2]

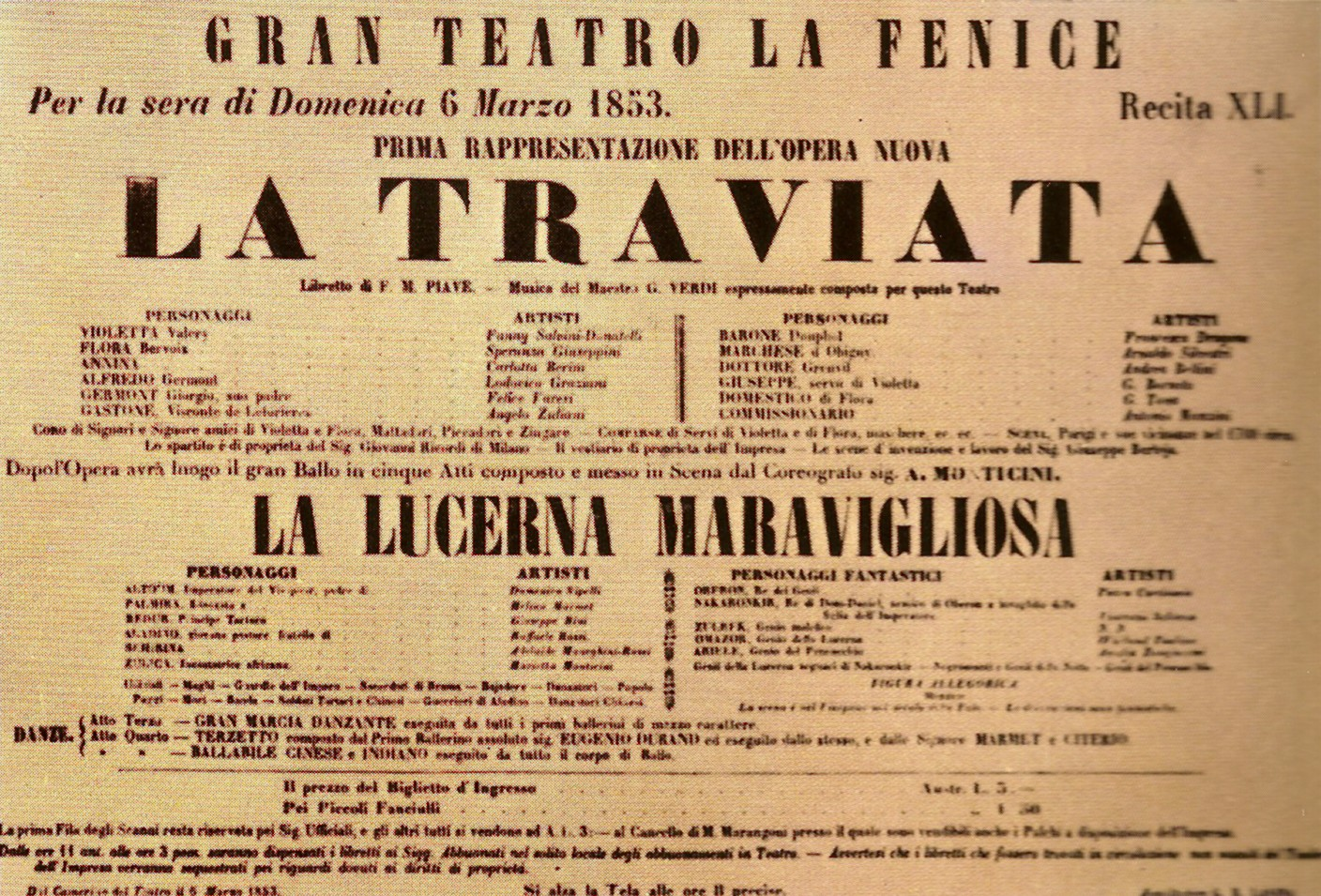
Plakat prapremiery Traviaty Verdiego w teatrze La Fenice w Wenecji

- 6 marca – miała miejsce prapremiera Traviaty Verdiego w teatrze La Fenice w Wenecji[1][2]
- niemiecki emigrant Henry Engelhard Steinway (Heinrich Engelhard Steinweg) założył firmę Steinway na poddaszu przy ulicy Varick na Manhattanie

## Urodzili się
- 1 stycznia – Hans Koessler, niemiecki kompozytor i pedagog (zm. 1926)
- 26 lutego – Józef Pławiński, polski kompozytor, działacz socjalistyczny (zm. 1880)
- 5 marca – Arthur Foote, amerykański kompozytor muzyki klasycznej (zm. 1937)
- 19 kwietnia – Władysław Brankiewicz, polski kompozytor, organista i pedagog (zm. 1929)
- 20 kwietnia – Emma Schürer, polska śpiewaczka operowa i operetkowa (sopran) (zm. 1896)
- 16 czerwca – Emil Sjögren, szwedzki pianista i kompozytor muzyki klasycznej (zm. 1918)
- 19 czerwca – Aleksander Myszuga, ukraiński śpiewak operowy (tenor liryczny) (zm. 1922)
- 12 sierpnia – Jean Louis Nicodé, niemiecki kompozytor, pianista i dyrygent (zm. 1919)
- 14 października – Ciprian Porumbescu, rumuński kompozytor, dyrygent, skrzypek i pianista pochodzenia polskiego (zm. 1883)
- 22 grudnia
  - Teresa Carreño, wenezuelska pianistka, kompozytor i dyrygent (zm. 1917)
  - Edward Reszke, polski śpiewak operowy (bas) (zm. 1917)
- 30 grudnia – André Messager, francuski kompozytor, organista, pianista, dyrygent (zm. 1929)

## Zmarli
- 16 stycznia – Matteo Carcassi, włoski gitarzysta i kompozytor (ur. 1792)
- 11 kwietnia – Louis Emmanuel Jadin, francuski kompozytor (ur. 1768)
- 18 maja – Mikuláš Kraft, czeski kompozytor i wiolonczelista (ur. 1778)
- 7 czerwca – Giuseppina Ronzi de Begnis, włoska śpiewaczka operowa (sopran) (ur. 1800)
- 3 października – George Onslow, francuski kompozytor (ur. 1784)
- 29 października – Pierre-Joseph-Guillaume Zimmermann, francuski pianista, kompozytor i pedagog muzyczny (ur. 1785)
- 23 listopada – Friedrich Schneider, niemiecki kompozytor, dyrygent, pianista, organista i pedagog muzyczny (ur. 1786)
- 20 grudnia – Carlo Evasio Soliva, włoski kompozytor i pedagog muzyczny (ur. 1791)

## Muzyka poważna
- Henryk Wieniawski ukończył I Koncert skrzypcowy fis-moll op. 14 oraz napisał kujawiaki a-moll i C-dur na skrzypce i fortepian
- Robert Schumann ukończył IV symfonię d-moll op. 120
- Camille Saint-Saëns rozpoczął pracę na stanowisku organisty w kościele św. Mederyka w Paryżu